# Petko Sirakov
Petko Atanasov Sirakov (in bulgaro Петко Атанасов Сираков?; Valchidol, 16 febbraio 1929 – Sofia, 8 aprile 1996) è stato un lottatore bulgaro, specializzato nella lotta greco-romana.

## Palmarès

### Olimpiadi
- 1 medaglia:
  - 1 argento (Melbourne 1956 nei pesi medio-massimi)